# 矢田純一
矢田 純一（やた じゅんいち、1934年11月10日 - ）は、日本の医師・医学者、東京医科歯科大学名誉教授。免疫学・小児科学が専門。

## 略歴
東京市葛飾区出身。東京大学医学部卒、1964年同大学院博士課程修了、医学博士。東大医学部小児科助手、1971年東邦大学小児科講師となり、1973年助教授、1976年教授をへて、1978年東京医科歯科大学教授。1999年定年退官、名誉教授、実践女子大学生活科学部教授。2005年退職。

## 著書
- 『初学者のための免疫学問答』中外医学社 1981
- 『Tリンパ球とBリンパ球』中外医学社 (中外医学双書)1983
- 『アレルギーの話』1985 岩波新書
- 『免疫 からだを護る不思議なしくみ』東京化学同人 初版 1987　〜　第6版 2020
- 『医系免疫学』中外医学社 初版　1989　〜　改訂16版　2021
- 『リンパ球の免疫生物学 分化・分子機構・機能発見』中外医学社 1993
- 『アレルギー』1994 (岩波新書)
- 『図解生物科学講座 1 (免疫学)』朝倉書店 1994
- 『臨床医のための免疫キーワード100』日本医事新報社 1999
- 『アレルギーとアトピー』裳華房 (ポピュラー・サイエンス)2001
- 『臨床医のための免疫キーワード110』日本医事新報社 2004

### 共編著
- 『臨床家のための免疫学』編著 中外医学社 1980
- 『免疫生物学と免疫不全症』河合忠共著 医学書院 (対談による臨床免疫学 1981
- 『図説臨床免疫講座』編集 メジカルビュー社 1982
- 『リンパ球機能検索法』藤原道夫共編著 中外医学社 1983
  - 『新リンパ球機能検索法』藤原道夫共編著 中外医学社 1987
- 『小児科学』中山健太郎共編 文光堂 1990
- 『イラスト免疫学』編著 メジカルビュー社 (Mebio bookシリーズ)1990
- 『免疫学update 臨床医のために』編 中外医学社 1993
- 『周産期の感染と免疫』一条元彦共編 南江堂 1995
- 『小児科学コンパニオン』編 文光堂 1996
- 『今日の小児治療指針』矢田純一 [ほか]編 医学書院 1997

### 翻訳
- Anthony R.Hayward『免疫不全症』近代出版 (シリーズ:臨床免疫学の進歩 1978
- J.Wesley Alexander, Robert A.Good『臨床免疫学入門』監訳 医学書院 1981
- David Male『免疫学の要点 カラーイラスト』宮坂昌之, 藤原道夫共訳 西村書店 1995
- Thao Doan, Roger Melvold, Susan Viselli, Carl Waltenbaugh『イラストレイテッド免疫学』高橋秀実共監訳 丸善 (リッピンコットシリーズ)2009

## 論文
- <矢田純一